# Voere
Die Voere GmbH mit Sitz in Kufstein in Tirol ist ein Hersteller von Jagd- und Präzisionswaffen, Waffenteilen wie Abzügen, Handspannern, Magazinen, Sicherungen, Visieren und Zielfernrohrmontagen, sowie in einer weiteren Sparte Präzisionskomponenten für die Industriezweige HighTech, Elektro, Anlagen- und Maschinenbau. 

## Geschichte
Die Wurzeln des Unternehmens liegen in Deutschland. Erich Voetter gründete zusammen mit seinem Partner Paul Restle 1948 einen metallverarbeitenden Betrieb mit Sitz in Furtwangen (später Vöhrenbach) im Schwarzwald. Der Betrieb wurde nach den Standorten Konstanz und Markdorf Koma genannt. Nachdem der Name Koma im Ausland bereits in anderen Branchen verwendet wurde, entschloss man sich 1955 dazu, aus dem Namen der beiden Firmengründer VOEtter und REstle den Kunstnamen Voere zu bilden. Bevor die Produktion mit Fußball- und Fahrradpumpen startete, wurden unter anderem Feuerzeuge, Feuersteine und Nudelmaschinen gehandelt. 1950 wurde mit Luftdruckpistolen der Weg in Richtung Waffenproduktion eingeschlagen. 1960 wurde die Produktpalette um Luftgewehr, KK-Einzellader, KK-Pistolen und KK-Halbautomaten erweitert. 1965 wurde die in Schwierigkeiten geratene Firma Sportwaffen Tyrol in Kufstein aufgekauft; der 1964 ins Unternehmen eingetretene Alfons Ruhland leitete die dortige Produktion von Jagdrepetierbüchsen und Bockbüchsflinten. In Vöhrenbach wurden bis zur Schließung des Werkes 1987 weiterhin alle KK-Waffen produziert. Hauptabsatzmarkt war Skandinavien. Nach der Atomkatastrophe in Tschernobyl 1986 wurde auf Grund der atomaren Verseuchung in Skandinavien die Jagd verboten. Die Produktion wurde an Mauser verkauft. 2002 stieg Voere in die Elektroindustrie ein; bis heute werden komplexe Geräte gebaut. Seit 2007 ist Sven Ruhland geschäftsführender Gesellschafter von Voere.
Im Dezember 2024 reichte die Firma offiziell beim Landesgericht in Innsbruck die Insolvenz ein.

## Produkte
Seit 1950 ist das Kerngeschäft des Unternehmens die Produktion von Jagd- und Präzisionswaffen. Entwicklung und Produktion von serienreifen Jagd- und Sportgewehren erfolgt vollständig aus selbst gefertigten Einzelteilen. Viele dieser Einzelteile – Magazine, Abzüge, Sicherheitsspannschlösser, Drehflügelsicherungen und Zielfernrohrmontagen – sind Zulieferteile anderer Markenwaffen. Im Präzisonswaffensegment entwickelte Voere 1972 die weltweit erste Antiterrorwaffe AM180 mit Laserzieleinrichtung. Die Einführung dieser Waffe für die österreichische Exekutive wurde im Parlament diskutiert. Im Jagdwaffensegment baut Voere modulare Repetierbüchsen mit Handspanner, Halbautomaten und kombinierte Waffen (Flinten, BBF). 

1965 wurde die erste BBF mit freischwingendem Kugellauf entwickelt und produziert. Dafür wird das Laufpaar außer im System nur von einem Kornsattel geführt, der dem Büchsenlauf durch einen 8/10-mm-Spalt die Möglichkeit gibt sich nach vorne auszudehnen. Das so genannte „Klettern des warmen Büchsenlaufes“ soll unterbunden werden. Im Jahre 1992 brachte Voere eine international beachtete Entwicklung der hülsenlosen Patrone auf den Markt. Voere war der erste Hersteller, der kommerzielle Munition und Waffen dieses Typs am Markt verfügbar machte. Unter der Bezeichnung Voere VEC 91 wurde eine Jagdwaffe dieses Typs international bekannt. Technische Besonderheit der hülsenlosen Munition 5,7 x 26 mm UCC ist die elektronische Zündung. Bekannt ist auch das 2003 vorgestellte Modell Voere LBW.